# Петар Сеферовић
Петар Сеферовић (Београд, 20. јануар 1951) српски је кардиолог, универзитетски професор и академик.

## Биографија
Докторирао је на Медицинском факултету Универзитета у Београду 1976. године. Радио је као редовни професор на Медицинском факултет Универзитета у Београду од 1996. и као начелник одељења за срчану инсуфицијенцију Клинике за кардиологију Клиничког центра Србије. Члан је Српског лекарског друштва, Европског удружења кардиолога, Европског удружења за срчану слабост, Радне групе за болести миокарда и перикарда, Удружења за срчану слабост Србије и редовни је члан Одељења медицинских наука Српске академије наука и уметности од 8. новембра 2018.
Добитник је Октобарске награде 1975, златне медаље Удружења кардиолога Југославије 2001, награде Српског лекарског друштва за научни рад 2002, почасног чланства Друштва за промоцију срца Марбург и златне медаље удружења кардиолога Босне и Херцеговине 2013. године.
Сеферовић је био потпредседник Европског кардиолошког друштва, председник европског Удружења за срчану инсуфицијенцију (2018–2020), председник Одељења за срчану инсуфицијенцију Универзитетског клиничког центра Србије, и на челу Друштва за срчану инсуфицијенцију Србије.